# Château de Deal
Le château de Deal (en anglais : Deal Castle), est un fort d'artillerie côtière du XVIe siècle, situé entre le château de Walmer (en), et le château de Sandown (en) (actuellement détruit), dans la ville de Deal, dans le comté du Kent, en Angleterre, Royaume-Uni.

## Histoire
C'est l'un des plus impressionnants forts défensifs et château Henriciens, construit par Henry VIII entre 1539 et 1540, comme forteresse d'artillerie défensive, rendue nécessaire par l'alliance entre l'empereur du Saint-Empire romain germanique, Charles Quint et le roi François Ier de France en 1538. Le château de Deal et ses plus petits voisins, Walmer et Sandown, ont été conçus pour dominer les Downs, une aire maritime de la Manche, protégée par le banc de Goodwin, qui auraient pu être un point de ralliement idéal pour n'importe quelle flotte d'invasion.
Les trois forts étaient initialement liés par un fossé de terre et rempart, long de deux miles, renforcé par trois petites digues de terre ou forts. Ces constructions de terre ont été dessinées par l'antiquaire William Stukeley en 1725, mais maintenant, il ne reste aucune trace de celles-ci.
L'architecte, à Deal, était probablement l'ingénieur bohémien, Stefan von Haschenperg (en).
La composition globale de la défense des Downs fut compléte à l'automne de 1560.
Sa taille est de 311 mètres de diamètre.